# Karașîna, Korsun-Șevcenkivskîi
Karașîna (în ucraineană Карашина) este un sat în comuna Cerepîn din raionul Korsun-Șevcenkivskîi, regiunea Cerkasî, Ucraina.

## Demografie
Componența lingvistică a localității Karașîna
     Ucraineană (98,05%)
     Rusă (1,79%)
     Alte limbi (0,16%)
Conform recensământului din 2001, majoritatea populației localității Karașîna era vorbitoare de ucraineană (98,05%), existând în minoritate și vorbitori de rusă (1,79%).